# Symbolanthus nerioides
Symbolanthus nerioides là một loài thực vật có hoa trong họ Long đởm. Loài này được (Griseb.) Ewan miêu tả khoa học đầu tiên năm 1950.